# Vicky Ntetema
Vicky Ntetema, född cirka 1959 i Tanzania, är en tanzanisk journalist och människorättsaktivist.
Vicky Ntetema har genom organisationen Under the same sun arbetat för att hjälpa människor i Tanzania med albinism. Människorna med albinism diskrimineras och blir ofta dödade eftersom deras kroppsdelar är en lukrativ handelsvara. Ntetema sökte upp både handlare och de doktorer som ville köpa kroppsdelar och skrev artiklar om det, något som gjorde att hon fick motta trakasserier och hot.
Hennes arbete gav internationell uppmärksamhet och år 2016 tilldelades Ntetema International Women of Courage Award.